# Lijst van beelden in Westland
Dit is een (onvolledige) lijst van beelden in Westland. Onder een beeld wordt hier verstaan elk driedimensionaal kunstwerk in de openbare ruimte van de Nederlandse gemeente Westland, waarbij beeld wordt gebruikt als verzamelbegrip voor sculpturen, standbeelden, installaties, gedenktekens en overige beeldhouwwerken. 
Zie ook de lijst van oorlogsmonumenten in Westland.

## De Lier
| Naam                | Geplaatst | Kunstenaar           | Adres                                               | Materiaal                                                             | Afbeelding |
| ------------------- | --------- | -------------------- | --------------------------------------------------- | --------------------------------------------------------------------- | ---------- |
| Paprimaten          | 2000      | Koos Zuidgeest       | Burg. Crezéelaan / Burg. van der Goeslaan (rotonde) |                                                                       |            |
| Eendenvlucht        | 2002      | Jan Meynard van Emst |                                                     | brons, op bakstenen voet                                              |            |
| Druivenmeisje       | 1988      | Adri Blok            | Hoofdstraat (gemeentehuis)                          | brons, met bronzen voet op betonnen voet/standaard                    |            |
| Herdenkingsmonument | 1995      | Jan de Baat          | Hoofdstraat / Sportlaan                             | roestvast staal en zwart Terrazzo                                     |            |
| Winkelend gezin     |           | Ir. Aris Buddingh'   | Hoofdstraat / Sportlaan                             | vijf in elkaar passende betonnen sculpturen, los van elkaar geplaatst |            |
| Buitelende kinderen | 1990      | Harry Storms         | Hoofdstraat 104 (woonzorgcentrum De Triangel)       | brons, op bakstenen voet met betonnen vlak                            |            |
| Vlasteler           | 2001      | Gerard Brouwer       | Hoofdstraat 104 (woonzorgcentrum De Triangel)       | brons                                                                 |            |
| Zonder titel        | 1999      | Willy Dohm           | Sportlaan, Park                                     |                                                                       |            |
| Zonder titel        |           | Ton Buijnsters       | 't Perron                                           |                                                                       |            |

## 's-Gravenzande
- 's-Gravenzande telt 24 beelden. Zie Lijst van beelden in 's-Gravenzande voor een overzicht.

## Heenweg
| Naam                    | Geplaatst | Kunstenaar                   | Adres                        | Materiaal            | Afbeelding |
| ----------------------- | --------- | ---------------------------- | ---------------------------- | -------------------- | ---------- |
| Sint Lambertus          | 1873      |                              | Maasdijk 189 (Lambertuskerk) | natuursteen          |            |
| Christus                | 1951      | G.J.W. Lantink (architect)   | Heenweg 59 (N.H. kerk)       | stenen scheepsreliëf |            |
| Fabel                   | 1951      | Jeanne van Tol               | Hyacinthstraat               | brons                |            |
| Danseres (naakte vrouw) |           | Piet van Heerden (geb. 1924) | Tulpstraat / Chrysantstraat  | brons                |            |

## Honselersdijk
| Naam                      | Geplaatst | Kunstenaar                 | Adres                                                | Materiaal         | Afbeelding |
| ------------------------- | --------- | -------------------------- | ---------------------------------------------------- | ----------------- | ---------- |
| O.L. Vrouw van Goede Raad | 1928      | De Porceleyne Fles         | Dijkstraat 23 (Onze-Lieve-Vrouw-van-Goeden-Raadkerk) | getegeld (tegels) |            |
| Prins Frederik Hendrik    | 1991      | Niek Kortekaas             | Hofstraat (voor Huis Honselersdijk)                  | brons             |            |
| Nieuw Gantel              | 2000      | Eugène Terwindt            | Kraayesteyn / Westlander                             |                   |            |
| De omgekeerde Bloempot    | 2007      | Huub en Adelheid Kortekaas | Veilingroute                                         | cortenstaal       |            |
|                           |           |                            | Stationsweg                                          |                   |            |

## Kwintsheul
| Naam           | Geplaatst | Kunstenaar     | Adres      | Materiaal | Afbeelding |
| -------------- | --------- | -------------- | ---------- | --------- | ---------- |
| IJsbeer        | 1991      | Jos van Zeijl  | Kerkstraat | brons     |            |
| Tuindersknecht | 1999      | Niek Kortekaas | Kerkstraat | brons     |            |

## Maasdijk
| Naam           | Geplaatst | Kunstenaar           | Adres                           | Materiaal | Afbeelding |
| -------------- | --------- | -------------------- | ------------------------------- | --------- | ---------- |
| Zomerspektakel | 1999      | Marlène van der Loos | Korte Kruisweg / Spektakelplein | aluminium |            |
| Dijkwerker     | 2007      | Gerard Brouwer       | Oranjeplein                     | brons     |            |

## Monster
| Naam                          | Geplaatst | Kunstenaar                                 | Adres                          | Materiaal   | Afbeelding |
| ----------------------------- | --------- | ------------------------------------------ | ------------------------------ | ----------- | ---------- |
| Sint Machutus                 | 1860      | L. Veneman                                 | Choorstraat 103 (Machutuskerk) | natuursteen |            |
| Theresia van Lisieux          |           |                                            | Choorstraat 15                 | natuursteen |            |
| Drie beelden van vier jongens |           | Tuin- & Bouwdecoratie Loosveldt            | Kloosterlaan 23-29             | brons       |            |
| Moeder met kind               | 1981      | Jits Bakker                                | Kloosterlaan 31-33             | brons       |            |
| Twee Meeuwen                  | 1994      | Frans van der Ven                          | Laan van Delfland / Bergeend   | brons       |            |
| Monument W.O. II              | 1960      | Hubert van Lith                            | Larixlaan                      | brons       |            |
| Dorpspraatjes                 |           | M.P. de Voogd                              | Obrecht (parkje)               | brons       |            |
| Toren van Babel               | 1980      | Koninklijke Academie van Beeldende Kunsten | Waterlijn                      | Westland    |            |
| Wiesje                        | 1980      | H. Beemink                                 | Zeestraat                      |             |            |

## Naaldwijk
- De plaats Naaldwijk telt 16 beelden. Zie de Lijst van beelden in Naaldwijk.

## Poeldijk
| Naam                    | Geplaatst | Kunstenaar                    | Adres                          | Materiaal                      | Afbeelding           |
| ----------------------- | --------- | ----------------------------- | ------------------------------ | ------------------------------ | -------------------- |
| Thomas van Aquino       | 1950-60   |                               | Irenestraat 35                 | Gekleurde geglazuurde scherven | (niet meer aanwezig) |
| Moeder en kind          | 2006      | Jeanne van Tol                | Jan Barendselaan / Irenestraat | brons                          |                      |
| Zittend meisje          | 1985      | Hans van Coevorden            | Voorstraat                     | steen                          |                      |
| Franciscus Verburch     | 1931      | August Falise                 | Voorstraat / Jan Barendselaan  | brons                          |                      |
| Sint Bartholomeus       | 1925/26   | Johannes Petrus Maas en zonen | Voorstraat 111                 | steen                          |                      |
| Eensgezindheid          | 1997      | Jeanne van Tol                | Van de Graafstraat             |                                |                      |
| Greenpoint              | 2009      | Jan van der Loos              | Arckelweg / Paul Captijnlaan   |                                |                      |
| Pientere poes           | 2006      | Jeanne van Tol                | Irenestraat                    |                                |                      |
| Twee spelende kinderen  | 1998      | Sybille Krosch                | Verburghlaan / van Reststraat  |                                |                      |
| Omarming                | 2009      | Lolke van der Bij             | Voorstraat 111a                |                                |                      |
| Nederlands grafmonument |           |                               | Voorstraat 111a                |                                |                      |

## Ter Heijde
| Naam                                                         | Geplaatst | Kunstenaar         | Adres                  | Materiaal                                       | Afbeelding |
| ------------------------------------------------------------ | --------- | ------------------ | ---------------------- | ----------------------------------------------- | ---------- |
| Maarten Harpertszoon Tromp                                   | 2003      | Hans van Coevorden | Prins Willem III-plein | kalksteen (reliëfportret)                       |            |
| Anker                                                        |           |                    | Prins Willem III-plein | gietijzer                                       |            |
| Oorlogsmonument ter nagedachtenis aan de Slag bij Ter Heijde |           |                    |                        | gietijzeren kanonnen, keien, beton, hout, steen |            |

## Wateringen
- Zie Lijst van beelden in Wateringen.